# Pergo
Pergo – торговая марка напольных покрытий из ламината и ПВХ-плитки, производимых шведской компанией Perstorp AB. В 1977 году, в составе группы Perstorp, разработала первую версию ламинированного напольного покрытия. В 2012 году бренд приобрела компания Mohawk Industries за $150 млн.

## История
Торговая марка Pergo появилась в шведской компании Perstorp AB, которая производит слоистый материал с начала 1950-х годов.
В 1974 году Perstorp AB приобрела конкурирующую компанию AB Tilafabriken в предместье шведского города Треллеборг. Благодаря сделке Perstorp приобрела завод по изготовлению нетканых материалов, а также технологии и возможности развития  по изготовлению из собственных слоистых материалов конечных продуктов. Например, столешниц, подоконников, настенных панелей. 
В 1977 году на заседании комитета по разработке новых продуктов Idé-77 в Perstorp выдвинула идею создавать ламинированные напольные покрытия. После разработки и успешных испытаний в 1979 году компания запустила производство первого ламинированного напольного покрытия и представила его на рынке в 1980 году.

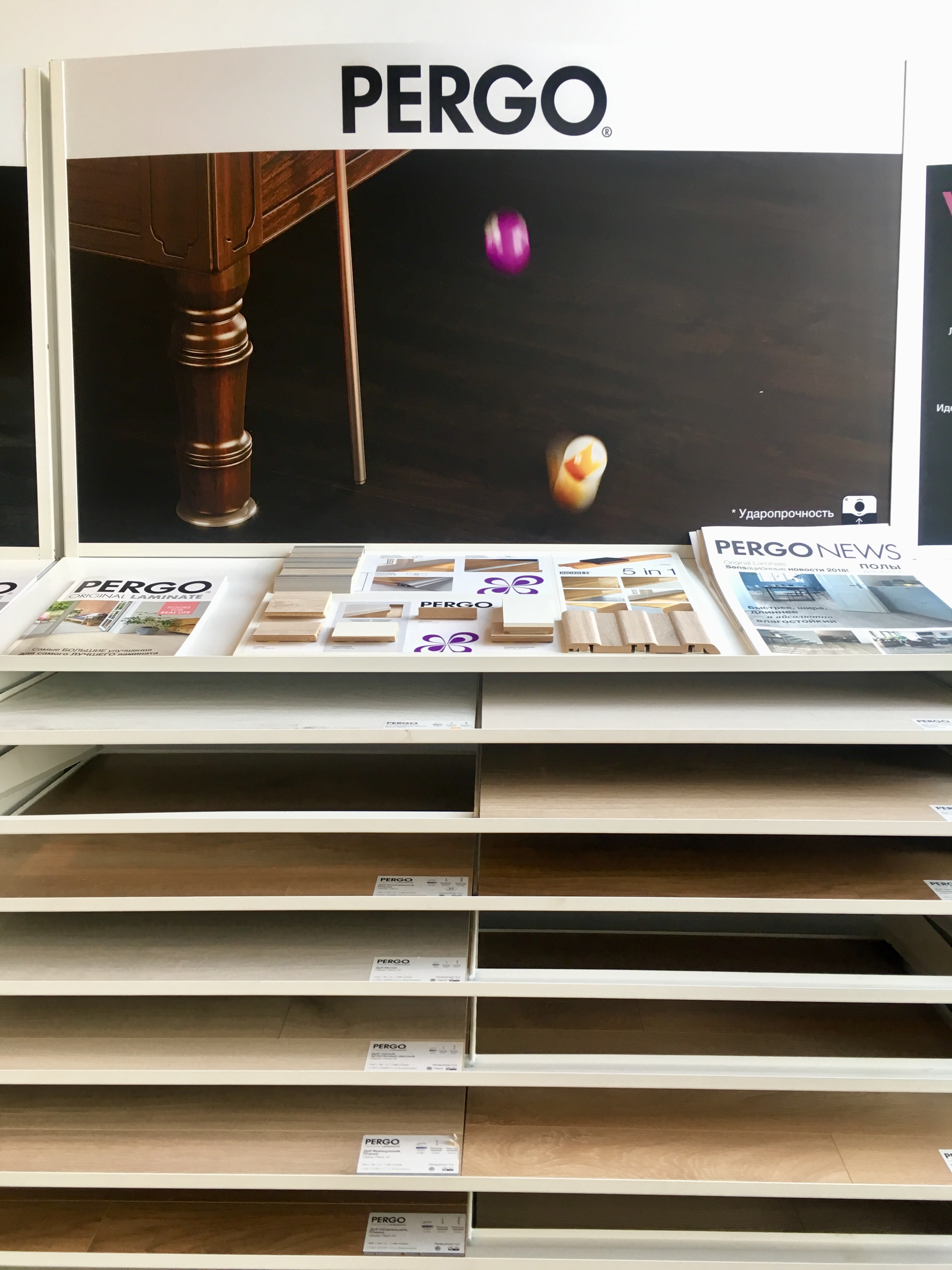
Напольные покрытия Pergo

1989 год — после конкурса на новое название впервые была представлена торговая марка Pergo как сокращенное название Perstorp Golv («golv» в переводе со шведского — напольное покрытие). Спустя несколько лет, в 1994 году, Pergo вышла на рынок США.
В 1995 году Pergo представила продукцию на азиатском рынке. Также она начала разработку технологии создания покрытия, обеспечивающего устойчивость к царапинам. 
В 1999 году компания получает первый патент на технологию вертикального соединения пластин.
В 2000 году корпорация Perstorp Flooring, включающая в себя несколько компаний в разных странах мира, изменила название на Pergo.
В 2001 году Pergo получила патент на технологию скрепления панелей ламината с помощью защелкивания.
В 2009 году компания представила технологию, позволяющую укладывать пол без использования клея.
В 2013 году Pergo становится торговой маркой, представляющей несколько категорий напольных покрытий, презентовав деревянные и виниловые полы на рынке.

## Появление ламината
В середине 1970-х годов корпорация Perstorp столкнулась с резким спадом продаж слоистого материала, производимого под воздействием высокого давления. Так в 1977 году компания создала комитет, задача которого  была — предложить новые идеи использования товара, который в будущем популярным. Для идей было только одно ограничение: они не должны быть слишком нереализуемыми. Команду назвали Idé-77. Она собрала более ста идей, начиная от дорожек для боулинга и закачивая бортами для хоккейного поля, накрытия автобусных остановок и зернохранилищами.

### Идея № 23
Идея № 23 в списке всех идей комитета записали как «Perkett - laminatgolv» (в переводе со шведского — ламинированное напольное покрытие). Это было одно из немногих предложений, которое предполагало создание торговой марки. После дальнейших исследований и испытаний идее №23 дали зелёный свет. Осенью 1979 года компания запустила в производство первый в мире ламинат.